# I'm Yours
I'm Yours är en singel av singer-songwritern Jason Mraz på albumet We Sing, We Dance, We Steal Things.
I'm Yours släpptes redan 2005 på en limiterad EP. EP:n släpptes för att göra reklam för hans kommande album Mr. A-Z. I'm Yours visade sig dock bli mer populär än själva albumet. Låten är, tillsammans med The Remedy (I Won't Worry), en av Jason Mraz mest populära låtar.
12 februari 2008 släpptes låten för första gången som singel och en musikvideo till låten spelades in. Låten blev nummer 4 på Trackslistans årslista för 2008.
I Dansbandskampen 2010 tolkades låten av Divine .

## Musikvideo
Musikvideon till I'm Yours ger intrycket av att vara inspelad på ett privatplan, men är inspelad på ett reguljärflyg och sedan redigerad så det ser ut som att Mraz är ensam. 